# Alchemilla bifurcata
Alchemilla bifurcata är en rosväxtart som beskrevs av Hils., Amp; Boj. och Henri Ernest Baillon. Alchemilla bifurcata ingår i släktet daggkåpor, och familjen rosväxter. Inga underarter finns listade i Catalogue of Life.